# Vale dos Sonhos (Goiânia)
Vale dos Sonhos é um bairro da cidade de Goiânia, capital de Goiás. Localizado no extremo norte da cidade, às margens da BR-060/153, é subdividido em duas regiões, sendo que outras foram proibidas de serem loteadas por irregularidades ambientais, mais precisamente da Fazenda Retiro. A 1ª etapa foi lançada em dezembro de 1998, a 2ª etapa em dezembro de 1999 e a 3ª etapa em dezembro de 2004, que por sua vez acabou sendo chamada de Residencial Vale dos Sonhos II.[carece de fontes?]
O residencial, fundado no final da década de 1990, era anteriormente um sítio de nome homônimo. O bairro cresceu em contraste ao condomínio de luxo Aldeia do Vale, localizado em frente à entrada do Vale dos Sonhos, ao outro lado da rodovia federal BR-153, denunciando a desigualdade social existente na capital. Também, no local foram encontrados vários objetos arqueológicos, que serviram como base de pesquisas mal sucedidas por conta da chegada da população na região. Em julho de 2011, foi inaugurado o primeiro parque, com pista de cooper para caminhada e atletismo e também uma academia ao ar livre. Inicialmente, a área seria uma zona de preservação ambiental ao fundo do bairro.
Segundo dados do Instituto Brasileiro de Geografia e Estatística (IBGE), divulgados pela prefeitura, no Censo 2010 a população do Vale dos Sonhos era de 7 159 pessoas.